# جائو چانگ
جائو چانگ (به انگلیسی: Gao Chang) (زادهٔ ۲۹ ژانویهٔ ۱۹۸۷) شناگر اهل چین است.